# Uberto Strozzi

Stemma degli Strozzi

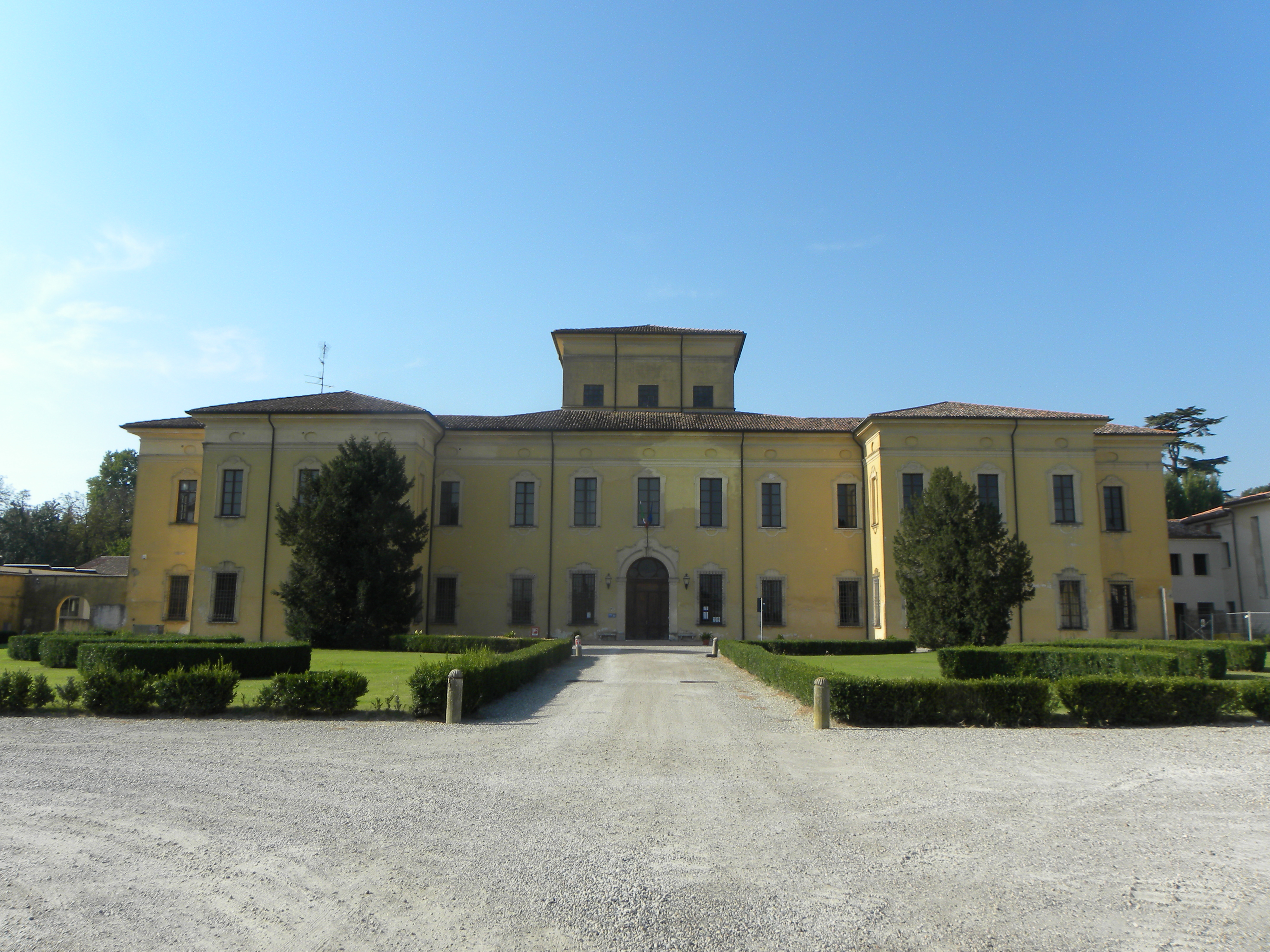
Villa Strozzi (Palidano)

Uberto Strozzi (Firenze, ... – Mantova, 1449) è stato un condottiero italiano.

## Biografia
Figlio di Tommaso, capostipite del ramo di Mantova degli Strozzi, fuggì da Firenze assieme al padre trovando ospitalità a Mantova presso i Gonzaga. Nel 1397 fu al servizio dei signori della città contro i Visconti. Agli inizi del Quattrocento venne nominato siniscalco dei Gonzaga ed ottenne per i suoi servizi numerose terre nella zona di Reggiolo e Villanova. Nel 1418 ottenne la cittadinanza dai veneziani e nel 1422 fu ambasciatore di Mantova a Venezia. Servì altri due marchesi, Gianfrancesco e Ludovico III Gonzaga, dai quali ottenne ulteriori privilegi e terreni a Palidano (MN), dove nei secoli successivi verrà eretta dalla famiglia Villa Strozzi. 

## Discendenza
Sposò Lucrezia Salviati, dalla quale ebbe quattro figli:
- Michele (?- ante 1444)
- Tommaso
- Benedetto, cavaliere, al servizio dei Gonzaga e degli Estensi, che prosegue la linea mantovana della famiglia Strozzi
- Paola, sposò nel 1436 Guglielmo Bevilacqua di Verona